# Un problème de chasse
Ne doit pas être confondu avec Un problème de taille.
Un problème de chasse (Hunting Problem) est une nouvelle de science-fiction à saveur humoristique écrite par Robert Sheckley. C'est l'une des nouvelles les plus publiées de l'auteur.

## Publications

### Publications aux États-Unis et au Royaume-Uni
La nouvelle a été éditée dans Galaxy Science Fiction no 58, en septembre 1955.
Elle a fait l'objet de huit publications aux États-Unis et au Royaume-Uni entre 1955 et 2009.

### Publications en France
La nouvelle est parue en France en avril 1956 sous le titre Une chasse difficile dans le magazine Galaxie no 29.
Elle a ensuite été publiée en 1976, avec un titre plus proche de la version anglophone, sous le titre Un problème de chasse, dans l'anthologie Histoires à rebours, p. 69 à 86, avec une traduction de Frank Straschitz. Cette anthologie a été rééditée en 1978 et en 1984.

### Publications dans d'autres pays
Hors pays anglophones et francophones, la nouvelle a été traduite et publiée dans d'autres pays sous les titres suivants :
- version italienne (1962 - une édition) : Trofeo di caccia [4]
- versions allemandes (depuis 1963, quatre éditions) : Pfadfinderspiele [5]
- version néerlandaise (1969 - une édition) : Jachtprobleem [6]

## Résumé
Sur la planète Elbonaï doit avoir lieu le grand jamboree des scouts. Ceux-ci, répartis par équipe, ont des missions à réaliser. Tous les participants sont de première classe, sauf Drog, qui est toujours en seconde classe. Le chef de la patrouille de Drog lui explique comment passer en première classe : on a repéré trois « Mirash » (trois Humains) non loin de là, et la capture de l'un d'eux lui permettrait d'accéder au grade souhaité. Mais la chasse au mirash ne peut être faite que selon les traditions des pionniers. En effet, les Elbonaïs sont des êtres immatériels qui planent dans les airs comme des vents électriques ; quand ils se matérialisent exceptionnellement, ils ont une forme visqueuse avec des tentacules. Si Drog veut capturer l'un des Mirash, il faudra qu'il se débrouille avec les techniques qu'il a apprises. Drog accepte le défi.
Pendant ce temps, les trois hommes, Paxton, Herrera et Stellman, sont en train de rechercher des diamants, des émeraudes et tout ce qui permettrait de les rendre riches une fois revenus sur Terre. Drog les rejoint, se camoufle et les suit. Pour les trois hommes, il n'est qu'une sorte de petit arbre bizarre. L'un des hommes tire sur cet « arbre », assommant Drog sans le savoir. À son réveil, celui-ci se dit que les Mirash sont des créatures vraiment expertes dans l'art de la détection et de la self-défense ! 
Drog décide de placer un « piège à Mirash » à leur tanière. Lorsque les hommes arrivent à leur campement, ils découvrent éberlués un repas qui les attend, avec une bouteille de whisky et un sac rempli de diamants. Méfiants, les hommes refusent de toucher à ce qu'ils voient : le piège de Drog est éventé. Drog décide alors d'utiliser une « trompe à Mirash ». Des hurlements retentissent : la voix d'une jeune femme appelant « Au secours, à l’aide ! » retentit. Comme un chevalier, Paxton souhaite secourir la femme, mais ses compagnons, pensant à un piège, l'empêchent de sortir du refuge, allant jusqu'à l'assommer pour qu'il ne quitte pas le campement. Les hurlements de la « jeune femme » se poursuivent pendant cinq heures… Voyant que ses efforts n'ont aucun résultat et que les Mirash sont sur le point de rejoindre leur vaisseau spatial primitf, Drog décide d'employer les grands moyens : le « piège de l'Illitrocie ». Le lendemain matin, les hommes se remettent en marche. Un épais brouillard les environne, et peu après, ils perdent connaissance les uns après les autres. 
Dans la dernière page de la nouvelle, on apprend que Drog a réussi à écorcher l'un des Mirash. Revenu au camp des scouts, il est acclamé en héros, la peau du Mirah pendant à ses tentacules en guise de relique : il s'agit de la combinaison spatiale de l'un des hommes, considérée par l'Elbonaï comme une peau prise sur la créature. Pendant que Drog est acclamé, les trois humains, sains et saufs, quittent la planète.